# Lima Campos
Lima Campos is een gemeente in de Braziliaanse deelstaat Maranhão. De gemeente telt 11.794 inwoners (schatting 2009).